# Me Against the Music
Singles de Britney Spears
Boys
(2002) Toxic
(2004)
Singles par Madonna
Hollywood
(2003) Nothing Fails
(2003)
Pistes de In the Zone
(I Got That) Boom Boom
Me Against the Music est une chanson issue du quatrième album de la chanteuse américaine pop Britney Spears, In the Zone. Le titre présente un duo avec Madonna. Il est paru le 14 octobre 2003, en tant que premier single de l'album. Après avoir fréquenté Britney Spears durant une nuit à New York, Christopher Stewart et Penelope Magnet ont commencé à travailler sur la chanson pour elle. Pendant les répétitions des MTV Video Music Awards en 2003 Britney Spears fait écouter le morceau à Madonna et lui demande de l’interpréter avec elle. Me Against the Music suit des influences hip-hop avec l’utilisation de guitares funk. Britney Spears et Madonna chantent ensemble les couplets et Madonna chante seule le pont. Du point de vue des paroles, la chanson parle de battre la musique et du plaisir de se laisser aller sur le piste de danse.
Me Against the Music a reçu des avis mitigés de la part des critiques. Certains pensent qu'il s'agit d'une piste majeure de l’opus In the Zone, tandis que d'autres mentionnent la chanson comme une piste terne et décevante. Toutefois le titre est un succès commercial et s’est classé au sommet des charts de plusieurs pays dont l'Australie, le Danemark, la Hongrie, l'Irlande et l'Espagne, ainsi qu'à l'European Hot 100 Singles. En outre, il a culminé à la deuxième place des classements au Canada, en Italie, Norvège et au Royaume-Uni ainsi que dans le top cinq dans de nombreux autres pays. La chanson a remporté la récompense Hot Dance Single of the Year au Billboard Music Awards de 2004. La vidéo accompagnant le morceau présente Britney Spears et Madonna jouant au chat et à la souris dans une discothèque. À la fin du vidéoclip, Britney Spears et Madonna se retrouvent nez-à-nez et Madonna disparaît avant que Spears lui ait donné un baiser. Le clip a reçu des critiques positives, les critiques ayant noté comme symbolique les rôles sexuels entre femmes.
Britney Spears a interprété la chanson au cours de nombreuses apparitions en direct à la télévision, notamment à l’occasion du coup d'envoi des NFL Kickoff Live, Saturday Night Live, American Music Awards 2003 et TRL... Aussi, elle a interprété le titre dans des versions remixées intégrant de la musique bhangra au cours des tournées The Onyx Hotel Tour en 2004 et The Circus Starring: Britney Spears en 2009. Me Against the Music a été repris dans un sample par Justice tandis que le clip a été recréé, avec la participation de Britney Spears, pour la série télévisée Glee.

## Accueil commercial

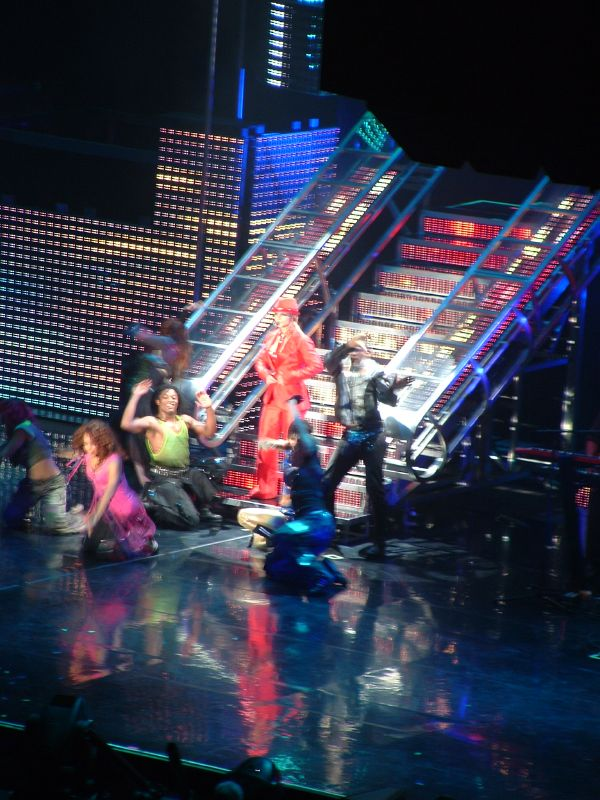
Britney Spears interprétant Me Against the Music lors de sa tournée, The Onyx Hotel Tour en 2004

Le 25 octobre 2003, Me Against the Music a débuté cinquantième au Billboard Hot 100 aux États-Unis. C'est le dixième single de Britney Spears a entré dans le classement ainsi que le premier titre qu'elle coécrit et qui intègre le classement. Me Against the Music est le cinquantième entrée de Madonna dans le classement, vingt ans après sa première apparition au Hot 100 avec Holiday de la semaine du 29 octobre 1983. C'est la première chanson en duo avec Madonna à se classer au Billboard Hot 100 et la première chanson non produite par elle à l'intégrer depuis Love Don't Live Here Anymore en 1996. Le 29 novembre 2003, la chanson atteint la trente-cinquième place du Hot 100 soit son meilleur classement. Sur les autres classements, la chanson a atteint le sommet du  Hot Dance Club Songs la onzième place au Pop Songs. Le titre a remporté le Hot Dance Single of the Year au Billboard Music Awards 2004. Il s'est vendu à 60 000 exemplaires physiques et 250 000 téléchargements numériques selon Nielsen SoundScan. Me Against the Music a également atteint la deuxième place des meilleures ventes de singles au Canada.
En Australie, Me Against the Music débute numéro un le 17 novembre 2003, détrônant Slow de Kylie Minogue, et est resté au sommet pendant deux semaines. Il a été certifié disque de platine par l'ARIA avec 70 000 unités vendues. Le 24 novembre 2003, la chanson démarre à la treizième place en Nouvelle-Zélande. Me Against the Music a fait ses débuts deuxième au Royaume-Uni, le week-end du 16 novembre 2003. Selon The Official Charts Company, le titre s'est vendu à 240 000 exemplaires. Me Against the Musique a aussi occupé le sommet de l'European Hot 100 Singles pendant trois semaines consécutives. La chanson a été en tête des charts au Danemark, en Hongrie et en Irlande ainsi que numéro deux en Italie et en Norvège. En Belgique, République tchèque, Finlande, Suède, Suisse et Pays-Bas le titre est top 5. Me Against the Music a également été classé top 20 en Autriche et en France.
La chanson est un succès commercial avec plus de 5,4 millions d'exemplaires vendus à travers le monde.

## Vidéoclip
Le clip de Me Against the Music a été tourné pendant trois jours en octobre 2003 aux Studios Silvercup de Long Island, à New York. Il a été réalisé par Paul Hunter, qui a révélé que concept a été la mise en scène de Spears et Madonna chacune de leur côté, où Spears porte un costume noir, alors que Madonna arbore un costume blanc. Spears a déclaré : « La vidéo est plus sensuelle que j'ai été habituée à l'être [...] C'était ma première collaboration et c'est avec Madonna. C'est vraiment intéressant de voir les deux styles différents ensemble. » Kevin Tancharoen a été le chorégraphe de la vidéo. La voiture utilisée dans la vidéo est la Mazda RX-8 qui a été autographiée par Britney Spears sur le capot et mise aux enchères au profit de la Fondation de Britney Spears. En 2009, Hunter déclare à MTV News à propos de la vidéo : « Madonna est une icône d'une génération précédente, et Britney maintenant de la nouvelle. Elle était à son apogée à cette époque [...] C'était donc un challenge d'amener les deux mondes à se rapprocher. Je voulais que ce soit une sorte de jeu du chat et de souris avec un peu de préliminaires entre Britney et Madonna afin de faire en sorte de taquiner le public. »

## Formats
| - CD Australien 1 1. Me Against the Music – 3:43 2. Me Against the Music (Peter Rauhofer Radio Mix) – 3:42 3. Me Against the Music (The Mad Brit Mixshow) – 5:55 - CD Australien 2 1. Me Against the Music (Rishi Rich's Desi Kulcha Remix) – 4:32 2. Me Against the Music (Passengerz vs. The Club Mix) – 7:37 3. Me Against the Music (Terminalhead Vocal Mix) – 7:10 4. Me Against the Music (Video Mix Instrumental) – 3:35 - CD Single UK/EU 1. Me Against the Music – 3:43 2. Me Against the Music (Rishi Rich's Desi Kulcha Remix) – 4:33 3. Me Against the Music (Peter Rauhofer Radio Mix) – 3:42 4. Me Against the Music (The Mad Brit Mixshow) – 5:55 | - CD Single US 1. Me Against the Music – 3:43 2. Me Against the Music (Trak Starz Remix) – 3:31 3. Me Against the Music (Gabriel & Dresden Club Mix) – 8:51 4. Me Against the Music (Peter Rauhofer Radio Mix) – 3:43 5. Me Against the Music (The Mad Brit Mixshow) – 5:55 6. Me Against the Music (Bloodshy & Avant “Dubbie Style” Remix) – 5:15 7. Me Against the Music (Kanye West Remix) – 3:43 - Vinyle 12" US 1. A1. Me Against the Music (Peter Rauhofer's Electrohouse Mix) – 8:17 2. A2. Me Against the Music (The Mad Brit Mixshow) – 5:55 3. B1. Me Against the Music (Gabriel & Dresden Club Mix) – 8:51 4. B2. Me Against the Music (Rishi Rich's Punjabi Club Mix) – 5:34 5. C1. Me Against the Music (Peter Rauhofer's Electrohouse Dub) – 6:49 6. C2. Me Against the Music (Passengerz Vs The Club Mix) – 7:34 7. D1. Me Against the Music (Gabriel & Dresden Dub) – 7:14 8. D2. Me Against the Music (Terminalhead Vocal Mix) – 7:07 |

## Classements
| Classement (2003)  | Meilleure position |
| ------------------ | ------------------ |
| Allemagne          | 5                  |
| Australie          | 1                  |
| Autriche           | 12                 |
| Belgique (Fr)      | 3                  |
| Canada             | 2                  |
| Danemark           | 1                  |
| Espagne            | 1                  |
| États-Unis         | 35                 |
| France             | 11                 |
| Finlande           | 5                  |
| Hongrie            | 1                  |
| Irlande            | 1                  |
| Italie             | 2                  |
| Japon              | 38                 |
| Nouvelle-Zélande   | 13                 |
| Norvège            | 2                  |
| Pays-Bas           | 5                  |
| République tchèque | 4                  |
| Royaume-Uni        | 2                  |
| Suède              | 5                  |
| Suisse             | 4                  |